# Avis 1
Avis 1 var en norsk gratistidning i Oslo, som lades ned i januari 2006. Den hade en upplaga av omkring 175 000 exemplar. Tidningen ägdes av Schibsted. Avis 1 startades 1998 för att försvara Aftenpostens annonsintäkter på Oslomarknaden, eftersom den konkurrerande gratistidningen Osloposten hade startats tidigare samma år.
Namnet Avis 1 var en ordlek på det norska ordet för tidning, avis, som i bestämd form blir avisen.